# Willem Hendrik van Gloucester
Willem Hendrik van Gloucester (Londen, 14 november 1743 - aldaar, 25 augustus 1805) was een lid van de Britse koninklijke familie. Hij was een kleinzoon van koning George II van Groot-Brittannië en een broer van koning George III.

## Geschiedenis
Prins Willem werd geboren op 14 november 1743 in Leicester House te Londen. Zijn ouders waren kroonprins Frederik en prinses Augusta van Saksen-Gotha. Willem Hendrik werd gedoopt in Leicester House elf dagen na zijn geboorte. Zijn peters en meter waren prins Willem IV van Oranje-Nassau, de stadhouder der Verenigde Nederlanden; prins Willem Augustus van Groot-Brittannië, een jongere broer van Willems vader; en prinses Amelia Sophia van Groot-Brittannië, een jongere zuster van Willems vader. Als kleinzoon van de monarch werd hij bij zijn geboorte Zijne Koninklijke Hoogheid Prins Willem Hendrik. Hij was toen vierde in lijn van de troonopvolging.
Prins Willem Hendrik trad later toe tot het Britse leger. Toen zijn vader stierf op 20 maart 1751, werd Willems oudste broer George de nieuwe kroonprins. De laatste volgde op 25 oktober 1760 als George III zijn grootvader op als koning.
Door zijn broer werd Willem in 1760 tot hertog van Gloucester en Edinburgh en graaf van Connaught aangesteld. Hij werd Ridder in de Orde van de Kousenband op 27 mei 1762.

## Huwelijk en kinderen
In 1766 huwde hij in het geheim met Maria Walpole, en werd de vader van:
- Dochter Sophia Mathilde (29 mei 1773 - 29 november 1844), stierf ongehuwd.
- Dochter Caroline Augusta Maria (24 juni 1774 - 14 maart 1775), jong overleden.
- Zoon Willem Frederik (15 januari 1776 - 30 november 1834), hij huwde in 1816 met zijn nicht prinses Maria.

Daarnaast had hij nog een aantal wettige kinderen.

## Kwartierstaat (voorouders)
| George I van Groot-Brittannië (1660-1727)  | George I van Groot-Brittannië (1660-1727)  | George I van Groot-Brittannië (1660-1727)  | George I van Groot-Brittannië (1660-1727)  | George I van Groot-Brittannië (1660-1727)  | George I van Groot-Brittannië (1660-1727)  | Sophia Dorothea van Celle (1666–1727)      | Sophia Dorothea van Celle (1666–1727)      | Sophia Dorothea van Celle (1666–1727)              | Sophia Dorothea van Celle (1666–1727)              | Sophia Dorothea van Celle (1666–1727)              | Sophia Dorothea van Celle (1666–1727)              |                                                    |                                                    | Johan Frederik van Brandenburg-Ansbach (1654-1686) | Johan Frederik van Brandenburg-Ansbach (1654-1686) | Johan Frederik van Brandenburg-Ansbach (1654-1686) | Johan Frederik van Brandenburg-Ansbach (1654-1686) | Johan Frederik van Brandenburg-Ansbach (1654-1686) | Johan Frederik van Brandenburg-Ansbach (1654-1686) | Eleonora Erdmuthe Louisa van Saksen-Eisenach (1662-1696) | Eleonora Erdmuthe Louisa van Saksen-Eisenach (1662-1696) | Eleonora Erdmuthe Louisa van Saksen-Eisenach (1662-1696) | Eleonora Erdmuthe Louisa van Saksen-Eisenach (1662-1696) | Eleonora Erdmuthe Louisa van Saksen-Eisenach (1662-1696) | Eleonora Erdmuthe Louisa van Saksen-Eisenach (1662-1696) |                                           |                                           | Frederik I van Saksen-Gotha-Altenburg (1646-1691) | Frederik I van Saksen-Gotha-Altenburg (1646-1691) | Frederik I van Saksen-Gotha-Altenburg (1646-1691) | Frederik I van Saksen-Gotha-Altenburg (1646-1691) | Frederik I van Saksen-Gotha-Altenburg (1646-1691)         | Frederik I van Saksen-Gotha-Altenburg (1646-1691)         | Magdalena Sibylla van Saksen-Weißenfels (1648–1681)       | Magdalena Sibylla van Saksen-Weißenfels (1648–1681)       | Magdalena Sibylla van Saksen-Weißenfels (1648–1681)       | Magdalena Sibylla van Saksen-Weißenfels (1648–1681)       | Magdalena Sibylla van Saksen-Weißenfels (1648–1681) | Magdalena Sibylla van Saksen-Weißenfels (1648–1681) |                                         |                                         | Karel Willem van Anhalt-Zerbst (1652-1718) | Karel Willem van Anhalt-Zerbst (1652-1718) | Karel Willem van Anhalt-Zerbst (1652-1718)      | Karel Willem van Anhalt-Zerbst (1652-1718)      | Karel Willem van Anhalt-Zerbst (1652-1718)      | Karel Willem van Anhalt-Zerbst (1652-1718)      | Sophia van Saksen-Weißenfels (1654–1724)        | Sophia van Saksen-Weißenfels (1654–1724)        | Sophia van Saksen-Weißenfels (1654–1724) | Sophia van Saksen-Weißenfels (1654–1724) | Sophia van Saksen-Weißenfels (1654–1724) | Sophia van Saksen-Weißenfels (1654–1724) |  |  |  |  |  |  |  |  |  |  |  |  |  |  |  |  |  |  |  |  |  |  |  |  |  |  |  |  |  |  |  |  |  |  |  |  |  |  |  |  |  |  |  |  |  |  |  |  |
| George I van Groot-Brittannië (1660-1727)  | George I van Groot-Brittannië (1660-1727)  | George I van Groot-Brittannië (1660-1727)  | George I van Groot-Brittannië (1660-1727)  | George I van Groot-Brittannië (1660-1727)  | George I van Groot-Brittannië (1660-1727)  | Sophia Dorothea van Celle (1666–1727)      | Sophia Dorothea van Celle (1666–1727)      | Sophia Dorothea van Celle (1666–1727)              | Sophia Dorothea van Celle (1666–1727)              | Sophia Dorothea van Celle (1666–1727)              | Sophia Dorothea van Celle (1666–1727)              |                                                    |                                                    | Johan Frederik van Brandenburg-Ansbach (1654-1686) | Johan Frederik van Brandenburg-Ansbach (1654-1686) | Johan Frederik van Brandenburg-Ansbach (1654-1686) | Johan Frederik van Brandenburg-Ansbach (1654-1686) | Johan Frederik van Brandenburg-Ansbach (1654-1686) | Johan Frederik van Brandenburg-Ansbach (1654-1686) | Eleonora Erdmuthe Louisa van Saksen-Eisenach (1662-1696) | Eleonora Erdmuthe Louisa van Saksen-Eisenach (1662-1696) | Eleonora Erdmuthe Louisa van Saksen-Eisenach (1662-1696) | Eleonora Erdmuthe Louisa van Saksen-Eisenach (1662-1696) | Eleonora Erdmuthe Louisa van Saksen-Eisenach (1662-1696) | Eleonora Erdmuthe Louisa van Saksen-Eisenach (1662-1696) |                                           |                                           | Frederik I van Saksen-Gotha-Altenburg (1646-1691) | Frederik I van Saksen-Gotha-Altenburg (1646-1691) | Frederik I van Saksen-Gotha-Altenburg (1646-1691) | Frederik I van Saksen-Gotha-Altenburg (1646-1691) | Frederik I van Saksen-Gotha-Altenburg (1646-1691)         | Frederik I van Saksen-Gotha-Altenburg (1646-1691)         | Magdalena Sibylla van Saksen-Weißenfels (1648–1681)       | Magdalena Sibylla van Saksen-Weißenfels (1648–1681)       | Magdalena Sibylla van Saksen-Weißenfels (1648–1681)       | Magdalena Sibylla van Saksen-Weißenfels (1648–1681)       | Magdalena Sibylla van Saksen-Weißenfels (1648–1681) | Magdalena Sibylla van Saksen-Weißenfels (1648–1681) |                                         |                                         | Karel Willem van Anhalt-Zerbst (1652-1718) | Karel Willem van Anhalt-Zerbst (1652-1718) | Karel Willem van Anhalt-Zerbst (1652-1718)      | Karel Willem van Anhalt-Zerbst (1652-1718)      | Karel Willem van Anhalt-Zerbst (1652-1718)      | Karel Willem van Anhalt-Zerbst (1652-1718)      | Sophia van Saksen-Weißenfels (1654–1724)        | Sophia van Saksen-Weißenfels (1654–1724)        | Sophia van Saksen-Weißenfels (1654–1724) | Sophia van Saksen-Weißenfels (1654–1724) | Sophia van Saksen-Weißenfels (1654–1724) | Sophia van Saksen-Weißenfels (1654–1724) |  |  |  |  |  |  |  |  |  |  |  |  |  |  |  |  |  |  |  |  |  |  |  |  |  |  |  |  |  |  |  |  |  |  |  |  |  |  |  |  |  |  |  |  |  |  |  |  |
|                                            |                                            |                                            |                                            |                                            |                                            |                                            |                                            |                                                    |                                                    |                                                    |                                                    |                                                    |                                                    |                                                    |                                                    |                                                    |                                                    |                                                    |                                                    |                                                          |                                                          |                                                          |                                                          |                                                          |                                                          |                                           |                                           |                                                   |                                                   |                                                   |                                                   |                                                           |                                                           |                                                           |                                                           |                                                           |                                                           |                                                     |                                                     |                                         |                                         |                                            |                                            |                                                 |                                                 |                                                 |                                                 |                                                 |                                                 |                                          |                                          |                                          |                                          |  |  |  |  |  |  |  |  |  |  |  |  |  |  |  |  |  |  |  |  |  |  |  |  |  |  |  |  |  |  |  |  |  |  |  |  |  |  |  |  |  |  |  |  |  |  |  |  |
|                                            |                                            |                                            |                                            | George II van Groot-Brittannië (1683-1760) | George II van Groot-Brittannië (1683-1760) | George II van Groot-Brittannië (1683-1760) | George II van Groot-Brittannië (1683-1760) | George II van Groot-Brittannië (1683-1760)         | George II van Groot-Brittannië (1683-1760)         |                                                    |                                                    |                                                    |                                                    |                                                    |                                                    | Caroline van Brandenburg-Ansbach (1683-1737)       | Caroline van Brandenburg-Ansbach (1683-1737)       | Caroline van Brandenburg-Ansbach (1683-1737)       | Caroline van Brandenburg-Ansbach (1683-1737)       | Caroline van Brandenburg-Ansbach (1683-1737)             | Caroline van Brandenburg-Ansbach (1683-1737)             |                                                          |                                                          |                                                          |                                                          |                                           |                                           |                                                   |                                                   |                                                   |                                                   | Frederik II van Saksen-Gotha-Altenburg (1676-1732)        | Frederik II van Saksen-Gotha-Altenburg (1676-1732)        | Frederik II van Saksen-Gotha-Altenburg (1676-1732)        | Frederik II van Saksen-Gotha-Altenburg (1676-1732)        | Frederik II van Saksen-Gotha-Altenburg (1676-1732)        | Frederik II van Saksen-Gotha-Altenburg (1676-1732)        |                                                     |                                                     |                                         |                                         |                                            |                                            | Magdalena Augusta van Anhalt-Zerbst (1679-1740) | Magdalena Augusta van Anhalt-Zerbst (1679-1740) | Magdalena Augusta van Anhalt-Zerbst (1679-1740) | Magdalena Augusta van Anhalt-Zerbst (1679-1740) | Magdalena Augusta van Anhalt-Zerbst (1679-1740) | Magdalena Augusta van Anhalt-Zerbst (1679-1740) |                                          |                                          |                                          |                                          |  |  |  |  |  |  |  |  |  |  |  |  |  |  |  |  |  |  |  |  |  |  |  |  |  |  |  |  |  |  |  |  |  |  |  |  |  |  |  |  |  |  |  |  |  |  |  |  |
|                                            |                                            |                                            |                                            | George II van Groot-Brittannië (1683-1760) | George II van Groot-Brittannië (1683-1760) | George II van Groot-Brittannië (1683-1760) | George II van Groot-Brittannië (1683-1760) | George II van Groot-Brittannië (1683-1760)         | George II van Groot-Brittannië (1683-1760)         |                                                    |                                                    |                                                    |                                                    |                                                    |                                                    | Caroline van Brandenburg-Ansbach (1683-1737)       | Caroline van Brandenburg-Ansbach (1683-1737)       | Caroline van Brandenburg-Ansbach (1683-1737)       | Caroline van Brandenburg-Ansbach (1683-1737)       | Caroline van Brandenburg-Ansbach (1683-1737)             | Caroline van Brandenburg-Ansbach (1683-1737)             |                                                          |                                                          |                                                          |                                                          |                                           |                                           |                                                   |                                                   |                                                   |                                                   | Frederik II van Saksen-Gotha-Altenburg (1676-1732)        | Frederik II van Saksen-Gotha-Altenburg (1676-1732)        | Frederik II van Saksen-Gotha-Altenburg (1676-1732)        | Frederik II van Saksen-Gotha-Altenburg (1676-1732)        | Frederik II van Saksen-Gotha-Altenburg (1676-1732)        | Frederik II van Saksen-Gotha-Altenburg (1676-1732)        |                                                     |                                                     |                                         |                                         |                                            |                                            | Magdalena Augusta van Anhalt-Zerbst (1679-1740) | Magdalena Augusta van Anhalt-Zerbst (1679-1740) | Magdalena Augusta van Anhalt-Zerbst (1679-1740) | Magdalena Augusta van Anhalt-Zerbst (1679-1740) | Magdalena Augusta van Anhalt-Zerbst (1679-1740) | Magdalena Augusta van Anhalt-Zerbst (1679-1740) |                                          |                                          |                                          |                                          |  |  |  |  |  |  |  |  |  |  |  |  |  |  |  |  |  |  |  |  |  |  |  |  |  |  |  |  |  |  |  |  |  |  |  |  |  |  |  |  |  |  |  |  |  |  |  |  |
|                                            |                                            |                                            |                                            |                                            |                                            |                                            |                                            |                                                    |                                                    | Frederik van Groot-Brittannië (1707-1751)          | Frederik van Groot-Brittannië (1707-1751)          | Frederik van Groot-Brittannië (1707-1751)          | Frederik van Groot-Brittannië (1707-1751)          | Frederik van Groot-Brittannië (1707-1751)          | Frederik van Groot-Brittannië (1707-1751)          |                                                    |                                                    |                                                    |                                                    |                                                          |                                                          |                                                          |                                                          |                                                          |                                                          |                                           |                                           |                                                   |                                                   |                                                   |                                                   |                                                           |                                                           |                                                           |                                                           |                                                           |                                                           | Augusta van Saksen-Gotha (1719-1772)                | Augusta van Saksen-Gotha (1719-1772)                | Augusta van Saksen-Gotha (1719-1772)    | Augusta van Saksen-Gotha (1719-1772)    | Augusta van Saksen-Gotha (1719-1772)       | Augusta van Saksen-Gotha (1719-1772)       |                                                 |                                                 |                                                 |                                                 |                                                 |                                                 |                                          |                                          |                                          |                                          |  |  |  |  |  |  |  |  |  |  |  |  |  |  |  |  |  |  |  |  |  |  |  |  |  |  |  |  |  |  |  |  |  |  |  |  |  |  |  |  |  |  |  |  |  |  |  |  |
|                                            |                                            |                                            |                                            |                                            |                                            |                                            |                                            |                                                    |                                                    | Frederik van Groot-Brittannië (1707-1751)          | Frederik van Groot-Brittannië (1707-1751)          | Frederik van Groot-Brittannië (1707-1751)          | Frederik van Groot-Brittannië (1707-1751)          | Frederik van Groot-Brittannië (1707-1751)          | Frederik van Groot-Brittannië (1707-1751)          |                                                    |                                                    |                                                    |                                                    |                                                          |                                                          |                                                          |                                                          |                                                          |                                                          |                                           |                                           |                                                   |                                                   |                                                   |                                                   |                                                           |                                                           |                                                           |                                                           |                                                           |                                                           | Augusta van Saksen-Gotha (1719-1772)                | Augusta van Saksen-Gotha (1719-1772)                | Augusta van Saksen-Gotha (1719-1772)    | Augusta van Saksen-Gotha (1719-1772)    | Augusta van Saksen-Gotha (1719-1772)       | Augusta van Saksen-Gotha (1719-1772)       |                                                 |                                                 |                                                 |                                                 |                                                 |                                                 |                                          |                                          |                                          |                                          |  |  |  |  |  |  |  |  |  |  |  |  |  |  |  |  |  |  |  |  |  |  |  |  |  |  |  |  |  |  |  |  |  |  |  |  |  |  |  |  |  |  |  |  |  |  |  |  |
|                                            |                                            |                                            |                                            |                                            |                                            |                                            |                                            |                                                    |                                                    |                                                    |                                                    |                                                    |                                                    |                                                    |                                                    |                                                    |                                                    |                                                    |                                                    |                                                          |                                                          |                                                          |                                                          |                                                          |                                                          |                                           |                                           |                                                   |                                                   |                                                   |                                                   |                                                           |                                                           |                                                           |                                                           |                                                           |                                                           |                                                     |                                                     |                                         |                                         |                                            |                                            |                                                 |                                                 |                                                 |                                                 |                                                 |                                                 |                                          |                                          |                                          |                                          |  |  |  |  |  |  |  |  |  |  |  |  |  |  |  |  |  |  |  |  |  |  |  |  |  |  |  |  |  |  |  |  |  |  |  |  |  |  |  |  |  |  |  |  |  |  |  |  |
|                                            |                                            |                                            |                                            |                                            |                                            |                                            |                                            |                                                    |                                                    |                                                    |                                                    |                                                    |                                                    |                                                    |                                                    |                                                    |                                                    |                                                    |                                                    |                                                          |                                                          |                                                          |                                                          |                                                          |                                                          |                                           |                                           |                                                   |                                                   |                                                   |                                                   |                                                           |                                                           |                                                           |                                                           |                                                           |                                                           |                                                     |                                                     |                                         |                                         |                                            |                                            |                                                 |                                                 |                                                 |                                                 |                                                 |                                                 |                                          |                                          |                                          |                                          |  |  |  |  |  |  |  |  |  |  |  |  |  |  |  |  |  |  |  |  |  |  |  |  |  |  |  |  |  |  |  |  |  |  |  |  |  |  |  |  |  |  |  |  |  |  |  |  |
| Augusta Frederika van Hannover (1737-1813) | Augusta Frederika van Hannover (1737-1813) | Augusta Frederika van Hannover (1737-1813) | Augusta Frederika van Hannover (1737-1813) | Augusta Frederika van Hannover (1737-1813) | Augusta Frederika van Hannover (1737-1813) |                                            |                                            | George III van het Verenigd Koninkrijk (1738-1820) | George III van het Verenigd Koninkrijk (1738-1820) | George III van het Verenigd Koninkrijk (1738-1820) | George III van het Verenigd Koninkrijk (1738-1820) | George III van het Verenigd Koninkrijk (1738-1820) | George III van het Verenigd Koninkrijk (1738-1820) |                                                    |                                                    | Eduard van York (1739-1767)                        | Eduard van York (1739-1767)                        | Eduard van York (1739-1767)                        | Eduard van York (1739-1767)                        | Eduard van York (1739-1767)                              | Eduard van York (1739-1767)                              |                                                          |                                                          | Willem Hendrik van Gloucester (1743-1805)                | Willem Hendrik van Gloucester (1743-1805)                | Willem Hendrik van Gloucester (1743-1805) | Willem Hendrik van Gloucester (1743-1805) | Willem Hendrik van Gloucester (1743-1805)         | Willem Hendrik van Gloucester (1743-1805)         |                                                   |                                                   | Hendrik Frederik van Cumberland en Strathearn (1745-1790) | Hendrik Frederik van Cumberland en Strathearn (1745-1790) | Hendrik Frederik van Cumberland en Strathearn (1745-1790) | Hendrik Frederik van Cumberland en Strathearn (1745-1790) | Hendrik Frederik van Cumberland en Strathearn (1745-1790) | Hendrik Frederik van Cumberland en Strathearn (1745-1790) |                                                     |                                                     | Caroline Mathilde van Wales (1751-1775) | Caroline Mathilde van Wales (1751-1775) | Caroline Mathilde van Wales (1751-1775)    | Caroline Mathilde van Wales (1751-1775)    | Caroline Mathilde van Wales (1751-1775)         | Caroline Mathilde van Wales (1751-1775)         |                                                 |                                                 | ... + 2 zusters en 1 broer                      | ... + 2 zusters en 1 broer                      | ... + 2 zusters en 1 broer               | ... + 2 zusters en 1 broer               | ... + 2 zusters en 1 broer               | ... + 2 zusters en 1 broer               |  |  |  |  |  |  |  |  |  |  |  |  |  |  |  |  |  |  |  |  |  |  |  |  |  |  |  |  |  |  |  |  |  |  |  |  |  |  |  |  |  |  |  |  |  |  |  |  |